# Ligue des champions de l'UEFA 2022-2023
Navigation
Édition 2021-2022 Édition 2023-2024
La Ligue des champions 2022-2023 est la 68e édition de la coupe d'Europe des clubs champions. Soixante-dix-huit clubs européens y participent. Cette compétition organisée par l'UEFA oppose les meilleurs clubs européens qui se sont illustrés dans leurs championnats respectifs la saison précédente.
Cette édition voit l'entrée en vigueur de l'assistance vidéo à l'arbitrage dès le 3e tour de qualification.
La finale s'est déroulée le 10 juin 2023 au Stade olympique Atatürk à Istanbul en Turquie. Elle a vu la victoire de Manchester City (1-0) face à l'Inter Milan.
Le vainqueur de la Ligue des champions s'est qualifié pour la Supercoupe de l'UEFA 2023, la Coupe du monde des clubs de la FIFA 2023 ainsi que pour la phase de groupes de la Ligue des champions de l'UEFA 2023-2024.

## Désignation du lieu de la finale
Le 24 septembre 2019, le comité exécutif de l'UEFA annonce que les finales des éditions 2021, 2022 et 2023 auraient lieu respectivement au stade Krestovski (Saint-Pétersbourg, Russie), à l'Allianz Arena (Munich, Allemagne) et au stade de Wembley (Londres, Angleterre).
Le 17 juin 2020, alors que la pandémie de Covid-19 frappe l'Europe, le comité exécutif de l'UEFA annonce que la finale 2020 sera disputée à Lisbonne et en 2021 à Porto au lieu d'Istanbul, et que les quatre sites des finales suivantes ont accepté de repousser d'un an leurs engagements. En conséquence la finale 2023 devait se dérouler à l'Allianz Arena de Munich.
Le 15 juillet 2021, l'UEFA annonce que la finale 2023 aura lieu à Istanbul initialement retenu pour les éditions 2020 puis 2021, l'Allianz Arena de Munich accueillant la finale 2025.

## Format
Le format de cette compétition est le suivant :
- Une phase de qualification composée de cinq tours de qualification, dont le premier est dit préliminaire et le dernier est dit de barrage. Les clubs sont séparés en deux séries de qualifications, l'une pour les champions nationaux (dite Voie des champions) et l'autre pour les non-champions (dite Voie de la Ligue) à partir du deuxième tour de qualification.
- Une phase de groupes, qui consiste en huit groupes de quatre équipes par groupe. Les deux premiers de chaque groupe poursuivent la compétition et les troisièmes jouent des matchs de barrages contre les deuxièmes de phase de groupes de Ligue Europa 2022-2023. En cas d'égalité de points entre deux ou plusieurs équipes, le classement est déterminé d'abord par la différence de points particulière entre les équipes à égalité puis la différence de buts particulière.
- Une phase finale constituée de seize équipes qualifiées de la phase de groupes et décomposée en huitièmes de finale, quarts de finale, et demi-finales en aller-retour et d'une finale sur terrain neutre.

## Participants
Soixante-dix-huit équipes provenant de 53 associations membres de l'UEFA participeront à la Ligue des champions 2022‑2023.
La liste d'accès est modifiée dans le cadre de l'évolution des compétitions interclubs de l’UEFA pour le cycle 2021-24.
D'après les coefficients UEFA des pays 2020-2021, une liste définit d’abord le nombre de clubs qu’une association a droit d’envoyer.
- Le vainqueur de la Ligue des champions de l'UEFA 2021-2022 est qualifié d'office ;
- Le vainqueur de la Ligue Europa 2021-2022 est qualifié d'office ;
- Les associations aux places 1 à 4 envoient les quatre meilleurs clubs de leur championnat ;
- Les associations aux places 5 à 6 envoient les trois meilleurs clubs de leur championnat ;
- Les associations aux places 7 à 15 envoient les deux meilleurs clubs de leur championnat (excepté la Russie - voir ci-dessous) ;
- Les associations aux places 16 à 55, envoient le meilleur club de leur championnat (excepté le Liechtenstein qui n'a pas de championnat).

Dans un second temps, le rang en championnat détermine le tour d’arrivée.
D'autre part :
- Si le tenant du titre de la Ligue des champions de l'UEFA 2021-2022 est déjà qualifié pour la phase de groupes via son championnat, le champion de la 12e association (Ukraine) se qualifie directement pour la phase de groupes, les associations suivantes avancent d'une place, et la voie des champions est rééquilibrée en conséquence, la priorité étant donnée au club de l'association la mieux classée dans le tour correspondant de la liste d'accès.
- Si le tenant du titre de la Ligue Europa 2021-2022 est déjà qualifié pour la phase de groupes via son championnat, le troisième du championnat de la cinquième association (France), se qualifie directement pour la phase de groupes, et la voie de la ligue est rééquilibrée en conséquence, la priorité étant donnée au club de l'association la mieux classée dans le tour correspondant de la liste d'accès.
- Si les tenants du titre de la Ligue des Champions et / ou de la Ligue Europa se qualifient pour les tours préliminaires via leur championnat, leur place est libérée et les équipes des associations les mieux classées dans les tours précédents seront promues en conséquence.
- Une association peut avoir un maximum de cinq équipes dans la phase de groupes.

Le 2 mai 2022, l'UEFA annonce que les clubs russes sont exclus de ses compétitions interclubs en raison de l'invasion de l'Ukraine par la Russie, entraînant un rééquilibrage de la liste d'accès,.
|     | Angleterre                 | Espagne                      | Italie                | Allemagne                  |
| --- | -------------------------- | ---------------------------- | --------------------- | -------------------------- |
| 1er | Manchester City (134.000)  | Real Madrid (124.000)        | AC Milan (38.000)     | Bayern Munich (138.000)    |
| 2e  | Liverpool FC (134.000)     | FC Barcelone (114.000)       | Inter Milan (67.000)  | Borussia Dortmund (78.000) |
| 3e  | Chelsea FC (123.000)       | Atlético de Madrid (105.000) | SSC Naples (66.000)   | Bayer Leverkusen (53.000)  |
| 4e  | Tottenham Hotspur (83.000) | Séville FC (91.000)          | Juventus FC (107.000) | RB Leipzig (83.000)        |

|     | France                          | Portugal             |
| --- | ------------------------------- | -------------------- |
| 1er | Paris Saint-Germain (112.000)   | FC Porto (80.000)    |
| 2e  | Olympique de Marseille (44.000) | Sporting CP (55.500) |

|     | Pays-Bas                | Belgique             | Autriche              | Écosse             | Ukraine,                  | Vainqueur de la Ligue Europa 2021-2022 |
| --- | ----------------------- | -------------------- | --------------------- | ------------------ | ------------------------- | -------------------------------------- |
| 1er | Ajax Amsterdam (82.500) | Club Bruges (38.500) | RB Salzbourg (71.000) | Celtic FC (33.000) | Chakhtar Donetsk (71.000) | Eintracht Francfort (61.000)           |

| Barrages | Barrages |
| --- | --- |
| - Turquie : Trabzonspor (5.500) | - Danemark : FC Copenhague (40.500) |
| Troisième tour de qualification | |
| - Chypre : Apollon Limassol (14.000) | - Serbie : Étoile rouge de Belgrade (46.000) |
| Deuxième tour de qualification | |
| - Tchéquie : Viktoria Plzeň (31.000) - Croatie : Dinamo Zagreb (49.500) - Suisse : FC Zurich (7.000) | - Grèce : Olympiakos (41.000) - Israël : Maccabi Haïfa (7.000) |
| Premier tour de qualification | |
| - Norvège : FK Bodø/Glimt (17.000) - Suède : Malmö FF (23.500) - Bulgarie : Ludogorets Razgrad (23.000) - Roumanie : CFR Cluj (19.500) - Azerbaïdjan : Qarabağ FK (25.000) - Kazakhstan : Tobol Kostanaï (4.500) - Hongrie : Ferencváros TC (15.500) - Biélorussie : Chakhtior Salihorsk (6.250) - Pologne : Lech Poznań (6.000) - Slovénie : NK Maribor (14.000) - Slovaquie : Slovan Bratislava (13.000) - Lituanie : Žalgiris Vilnius (8.000) - Luxembourg : F91 Dudelange (8.500) - Bosnie-Herzégovine : HŠK Zrinjski Mostar (7.000) - Irlande : Shamrock Rovers (7.000) | - Macédoine du Nord : KF Shkupi (4.500) - Arménie : FC Pyunik (4.250) - Lettonie : FK RFS (4.000) - Albanie : KF Tirana (2.750) - Irlande du Nord : Linfield FC (7.000) - Géorgie : Dinamo Batoumi (3.250) - Finlande : HJK Helsinki (8.500) - Moldavie : Sheriff Tiraspol (22.500) - Malte : Hibernians FC (5.500) - Îles Féroé : KÍ Klaksvík (6.250) - Kosovo : KF Ballkani (1.633) - Gibraltar : Lincoln Red Imps (7.250) - Monténégro : Sutjeska Nikšić (6.250) - Pays de Galles : The New Saints (8.500) |
| Tour préliminaire | |
| - Islande : Víkingur Reykjavik (1.075) - Estonie : FCI Levadia Tallinn (4.750) | - Andorre : Inter Club d'Escaldes (3.000) - Saint-Marin : SP La Fiorita (4.000) |

| Barrages |
| --- |
| Aucune entrée |
| Troisième tour de qualification |
| - Troisièmes du championnat - France : AS Monaco (26.000) - Portugal : SL Benfica (61.000) - Deuxièmes du championnat - Pays-Bas : PSV Eindhoven (33.000) - Belgique : Union saint-gilloise (6.120) - Autriche : Sturm Graz (7.770) - Écosse : Rangers FC (50.250) |
| Deuxième tour de qualification |
| - Deuxièmes du championnat - Ukraine : Dynamo Kiev (44.000) - Turquie : Fenerbahçe SK (14.500) - Danemark : FC Midtjylland (19.000) - Chypre : AEK Larnaca (7.500)                                                                                                 |

## Calendrier
La phase de groupes habituellement étalée de septembre à décembre voit son calendrier compressé sur deux mois en raison de la Coupe du monde de football 2022 en décembre.
| Nom                                             | Tirage au sort         | Date aller                                         | Date retour                                         | Équipes participantes |
| ----------------------------------------------- | ---------------------- | -------------------------------------------------- | --------------------------------------------------- | --------------------- |
| Phase qualificative (2022)                      |                        |                                                    |                                                     |                       |
| Tour préliminaire                               | 7 juin à Nyon          | 21 juin (demi-finales)                             | 24 juin (finale)                                    | 4                     |
| Premier tour de qualification                   | 14 juin à Nyon         | 5 et 6 juillet                                     | 12 et 13 juillet                                    | 30 (1 + 29)           |
| Deuxième tour de qualification                  | 15 juin à Nyon         | 19 et 20 juillet                                   | 26 et 27 juillet                                    | 24 (15 + 9)           |
| Troisième tour de qualification                 | 18 juillet à Nyon      | 2 et 3 août                                        | 9 août                                              | 20 (12 + 8)           |
| Barrages                                        | 2 août à Nyon          | 16 et 17 août                                      | 23 et 24 août                                       | 12 (10 + 2)           |
| Phase de groupes (2022)                         |                        |                                                    |                                                     |                       |
| Journées 1 et 6 Journées 2 et 5 Journées 3 et 4 | 25 août à Istanbul     | 6 et 7 septembre 13 et 14 septembre 4 et 5 octobre | 1er et 2 novembre 25 et 26 octobre 11 et 12 octobre | 32 (6 + 26)           |
| Phase à élimination directe (2023)              |                        |                                                    |                                                     |                       |
| Huitièmes de finale                             | 7 novembre 2022 à Nyon | 14/15 et 21/22 février                             | 7/8 et 14/15 mars                                   | 16                    |
| Quarts de finale                                | 17 mars à Nyon         | 11 et 12 avril                                     | 18 et 19 avril                                      | 8                     |
| Demi-finale                                     | 17 mars à Nyon         | 9 et 10 mai                                        | 16 et 17 mai                                        | 4                     |
| Finale                                          | 17 mars à Nyon         | samedi 10 juin 2023 à Istanbul                     | samedi 10 juin 2023 à Istanbul                      | 2                     |

## Phase qualificative

### Tour préliminaire
Ce tour concerne les champions des quatre associations les moins bien classées au classement UEFA à l'issue de la saison 2020-2021, qui sont l'Islande, l'Estonie, Andorre et Saint-Marin. Ce tour prend la forme d'un mini-tournoi à élimination directe sur une seule manche. Les deux vainqueurs des deux premiers matchs s'affrontent ensuite lors d'un match décisif dont le gagnant se qualifie pour le premier tour de qualification. Les trois équipes perdantes sont quant à elles reversées au deuxième tour de qualification de la Ligue Europa Conférence.
Les matchs ont lieu le 21 juin et le 24 juin. L'intégralité de ce tour est disputé en Islande.
| Têtes de série      | Têtes de série | Non têtes de série    | Non têtes de série |
| ------------------- | -------------- | --------------------- | ------------------ |
| FCI Levadia Tallinn | 4.750          | Inter Club d'Escaldes | 3.000              |
| SP La Fiorita       | 4.000          | Víkingur Reykjavik    | 1.075              |

|  | Demi-finale           | Demi-finale           | Demi-finale        | Demi-finale        |                       |                       | Finale                   | Finale                   | Finale                   | Finale                   |
|  |                       |                       |                    |                    |                       |                       |                          |                          |                          |                          |
|  | 21 juin 2022          | 21 juin 2022          | 21 juin 2022       | 21 juin 2022       |                       |                       | 24 juin 2022 à Reykjavík | 24 juin 2022 à Reykjavík | 24 juin 2022 à Reykjavík | 24 juin 2022 à Reykjavík |
|  | SP La Fiorita         | SP La Fiorita         | 1                  | 1                  |                       |                       | 24 juin 2022 à Reykjavík | 24 juin 2022 à Reykjavík | 24 juin 2022 à Reykjavík | 24 juin 2022 à Reykjavík |
|  | SP La Fiorita         | SP La Fiorita         | 1                  | 1                  |                       |                       | 24 juin 2022 à Reykjavík | 24 juin 2022 à Reykjavík | 24 juin 2022 à Reykjavík | 24 juin 2022 à Reykjavík |
|  | Inter Club d'Escaldes | Inter Club d'Escaldes | 2                  | 2                  |                       |                       | 24 juin 2022 à Reykjavík | 24 juin 2022 à Reykjavík | 24 juin 2022 à Reykjavík | 24 juin 2022 à Reykjavík |
|  | Inter Club d'Escaldes | Inter Club d'Escaldes | 2                  | 2                  | Inter Club d'Escaldes | Inter Club d'Escaldes | 0                        | 0                        |                          |                          |
|  | 21 juin 2022          |                       |                    |                    | Inter Club d'Escaldes | Inter Club d'Escaldes | 0                        | 0                        |                          |                          |
|  |                       |                       | Víkingur Reykjavik | Víkingur Reykjavik | 1                     | 1                     |                          |                          |                          |                          |
|  | FCI Levadia Tallinn   | FCI Levadia Tallinn   | Víkingur Reykjavik | Víkingur Reykjavik | 1                     | 1                     | 1                        | 1                        |                          |                          |
|  | FCI Levadia Tallinn   | FCI Levadia Tallinn   |                    |                    |                       |                       |                          | 1                        |                          |                          |
|  | Víkingur Reykjavik    | Víkingur Reykjavik    | 6                  | 6                  |                       |                       |                          |                          |                          |                          |
|  | Víkingur Reykjavik    | Víkingur Reykjavik    | 6                  | 6                  |                       |                       |                          |                          |                          |                          |

### Premier tour de qualification
Ce tour concerne les champions des associations classées entre la 22e et la 51e place au classement UEFA (hors Liechtenstein), auxquels s'ajoute le vainqueur du tour préliminaire, pour un total de trente équipes. Les vainqueurs de ce tour se qualifient pour le deuxième tour de qualification tandis que les perdants sont reversés au deuxième tour de qualification de la Ligue Europa Conférence.
| Groupe 1           | Groupe 1       | Groupe 1            | Groupe 1           |
| Têtes de série     | Têtes de série | Non têtes de série  | Non têtes de série |
| ------------------ | -------------- | ------------------- | ------------------ |
| Ludogorets Razgrad | 23.000         | Sutjeska Nikšić     | 6.250              |
| CFR Cluj           | 19.500         | Chakhtior Salihorsk | 6.250              |
| Ferencváros TC     | 15.500         | Tobol Kostanaï      | 4.500              |
| NK Maribor         | 14.000         | FC Pyunik           | 4.250              |
| F91 Dudelange      | 8.500          | KF Tirana           | 2.750              |
| Groupe 2           |                |                     |                    |
| Têtes de série     | Têtes de série | Non têtes de série  | Non têtes de série |
| Malmö FF           | 23.500         | Linfield FC         | 7.000              |
| FK Bodø/Glimt      | 17.000         | KÍ Klaksvík         | 6.250              |
| HJK Helsinki       | 8.500          | Víkingur Reykjavik† | 4.750              |
| The New Saints     | 8.500          | FK RFS              | 4.000              |
| Žalgiris Vilnius   | 8.000          | KF Ballkani         | 1.633              |
| Groupe 3           |                |                     |                    |
| Têtes de série     | Têtes de série | Non têtes de série  | Non têtes de série |
| Qarabağ FK         | 25.000         | HŠK Zrinjski Mostar | 7.000              |
| Sheriff Tiraspol   | 22.500         | Lech Poznań         | 6.000              |
| Slovan Bratislava  | 13.000         | Hibernians FC       | 5.500              |
| Lincoln Red Imps   | 7.250          | KF Shkupi           | 4.500              |
| Shamrock Rovers    | 7.000          | Dinamo Batoumi      | 3.250              |

† : Équipe vainqueur du tour préliminaire dont l'identité n'est pas connue au moment du tirage au sort. Le coefficient utilisé lors de ce tirage est donc le plus élevé du tour préliminaire. Les équipes en italique ont éliminé une équipe avec un coefficient plus important au tour précédent et bénéficient du coefficient UEFA de celle-ci au moment du tirage.
| Équipe              | Aller | Total             | Retour   | Équipe              |
| ------------------- | ----- | ----------------- | -------- | ------------------- |
| FC Pyunik           | 0 - 0 | 2 - 2 (4 - 3 tab) | 2 - 2 ap | CFR Cluj            |
| NK Maribor          | 0 - 0 | 2 - 0             | 2 - 0    | Chakhtior Salihorsk |
| Ludogorets Razgrad  | 2 - 0 | 3 - 0             | 1 - 0    | Sutjeska Nikšić     |
| F91 Dudelange       | 1 - 0 | 3 - 1             | 2 - 1    | KF Tirana           |
| Tobol Kostanaï      | 0 - 0 | 1 - 5             | 1 - 5    | Ferencváros TC      |
| Malmö FF            | 3 - 2 | 6 - 5             | 3 - 3    | Víkingur Reykjavik  |
| KF Ballkani         | 1 - 1 | 1 - 2             | 0 - 1 ap | Žalgiris Vilnius    |
| HJK Helsinki        | 1 - 0 | 2 - 2 (5 - 4 tab) | 1 - 2 ap | FK RFS              |
| FK Bodø/Glimt       | 3 - 0 | 4 - 3             | 1 - 3    | KÍ Klaksvík         |
| The New Saints      | 1 - 0 | 1 - 2             | 0 - 2 ap | Linfield FC         |
| Shamrock Rovers     | 3 - 0 | 3 - 0             | 0 - 0    | Hibernians FC       |
| Lech Poznań         | 1 - 0 | 2 - 5             | 1 - 5    | Qarabağ FK          |
| KF Shkupi           | 3 - 0 | 3 - 2             | 0 - 2    | Lincoln Red Imps    |
| HŠK Zrinjski Mostar | 0 - 0 | 0 - 1             | 0 - 1    | Sheriff Tiraspol    |
| Slovan Bratislava   | 0 - 0 | 2 - 1             | 2 - 1 ap | Dinamo Batoumi      |

### Deuxième tour de qualification
La phase qualificative se divise à ce moment-là en deux voies distinctes : la voie des Champions et la voie de la Ligue. Comme son nom l'indique, les participants à la première voie sont les champions des associations classées entre la 17e et la 21e place au classement UEFA auxquels s'ajoutent les quinze équipes vainqueurs du premier tour de qualification. Quant à la voie de la Ligue, elle se compose des quatre vice-champions des associations classées entre la 12e et la 15e place au classement UEFA. Les deux voies forment un total de vingt-quatre équipes. Les vainqueurs de ce tour se qualifient pour le troisième tour de qualification tandis que les perdants sont reversés au troisième tour de qualification de la Ligue Europa.
| Voie des Champions  | Voie des Champions | Voie des Champions | Voie des Champions |
| Groupe 1            | Groupe 1           | Groupe 1           | Groupe 1           |
| Têtes de série      | Têtes de série     | Non têtes de série | Non têtes de série |
| ------------------- | ------------------ | ------------------ | ------------------ |
| Dinamo Zagreb       | 49.500             | Slovan Bratislava† | 7.500              |
| Qarabağ FK†         | 25.000             | KF Shkupi†         | 7.250              |
| Ferencváros TC†     | 15.500             | FC Zurich          | 7.000              |
| Groupe 2            |                    |                    |                    |
| Têtes de série      | Têtes de série     | Non têtes de série | Non têtes de série |
| Viktoria Plzeň      | 31.500             | HJK Helsinki†      | 8.500              |
| Malmö FF†           | 23.500             | Linfield FC†       | 8.500              |
| FK Bodø/Glimt†      | 17.000             | Žalgiris Vilnius†  | 8.000              |
| Groupe 3            |                    |                    |                    |
| Têtes de série      | Têtes de série     | Non têtes de série | Non têtes de série |
| Olympiakos          | 41.000             | NK Maribor†        | 14.000             |
| Ludogorets Razgrad† | 23.000             | F91 Dudelange†     | 8.500              |
| Sheriff Tiraspol†   | 22.500             | Maccabi Haïfa      | 7.000              |
| FC Pyunik†          | 19.500             | Shamrock Rovers†   | 7.000              |
| Voie de la Ligue    |                    |                    |                    |
| Têtes de série      | Têtes de série     | Non têtes de série | Non têtes de série |
| Dynamo Kiev         | 44.000             | Fenerbahçe SK      | 14.500             |
| FC Midtjylland      | 19.000             | AEK Larnaca        | 7.500              |

† : Équipe vainqueur du premier tour de qualification dont l'identité n'est pas connue au moment du tirage au sort. Le coefficient utilisé lors de ce tirage est donc le plus élevé du premier tour. Les équipes en italique ont éliminé une équipe avec un coefficient plus important au tour précédent et bénéficient du coefficient UEFA de celle-ci au moment du tirage.
| Équipe             | Aller              | Total              | Retour             | Équipe             |
| Voie des Champions | Voie des Champions | Voie des Champions | Voie des Champions | Voie des Champions |
| ------------------ | ------------------ | ------------------ | ------------------ | ------------------ |
| Ferencváros TC     | 1 - 2              | 5 - 3              | 4 - 1              | Slovan Bratislava  |
| Dinamo Zagreb      | 2 - 2              | 3 - 2              | 1 - 0              | KF Shkupi          |
| Qarabağ FK         | 3 - 2              | 5 - 4              | 2 - 2ap            | FC Zurich          |
| HJK Helsinki       | 1 - 2              | 1 - 7              | 0 - 5              | Viktoria Plzeň     |
| Linfield FC        | 1 - 0              | 1 - 8              | 0 - 8              | FK Bodø/Glimt      |
| Žalgiris Vilnius   | 1 - 0              | 3 - 0              | 2 - 0              | Malmö FF           |
| Ludogorets Razgrad | 3 - 0              | 4 - 2              | 1 - 2              | Shamrock Rovers    |
| NK Maribor         | 0 - 0              | 0 - 1              | 0 - 1              | Sheriff Tiraspol   |
| Maccabi Haïfa      | 1 - 1              | 5 - 1              | 4 - 0              | Olympiakos         |
| FC Pyunik          | 0 - 1              | 4 - 2              | 4 - 1              | F91 Dudelange      |
| Voie de la Ligue   |                    |                    |                    |                    |
| FC Midtjylland     | 1 - 1              | 2 - 2 (4 - 3 tab)  | 1 - 1ap            | AEK Larnaca        |
| Dynamo Kiev        | 0 - 0              | 2 - 1              | 2 - 1ap            | Fenerbahçe SK      |

### Troisième tour de qualification
Ce tour voit l'entrée en lice, pour la voie des Champions, des champions des associations classées respectivement à la 13e et à la 14e place au classement UEFA, auxquels s'ajoutent les dix vainqueurs de la voie des Champions du deuxième tour. La voie de la Ligue voit l'entrée des vice-champions des associations classées entre la 7e et la 11e place au classement UEFA (à l'exception de la Russie 8e) ainsi que du troisième des associations classées entre la 5e et 6e place, auxquels s'ajoutent les deux vainqueurs de la voie de la Ligue du deuxième tour, pour un total respectif de douze et huit équipes. Les vainqueurs de ce tour se qualifient pour les barrages. Dans le même temps, les perdants de la voie des Champions sont reversés en barrages de la Ligue Europa tandis que les perdants de la voie de la Ligue sont directement reversés dans la phase de groupes de cette même compétition.
| Voie des Champions       | Voie des Champions | Voie des Champions   | Voie des Champions |
| Groupe 1                 | Groupe 1           | Groupe 1             | Groupe 1           |
| Têtes de série           | Têtes de série     | Non têtes de série   | Non têtes de série |
| ------------------------ | ------------------ | -------------------- | ------------------ |
| Dinamo Zagreb†           | 49.500             | Ludogorets Razgrad†  | 23.000             |
| Maccabi Haïfa†           | 41.000             | Ferencváros TC †     | 15.500             |
| Qarabağ FK†              | 25.000             | Apollon Limassol     | 14.000             |
| Groupe 2                 |                    |                      |                    |
| Têtes de série           | Têtes de série     | Non têtes de série   | Non têtes de série |
| Étoile rouge de Belgrade | 46.000             | Sheriff Tiraspol†    | 22.500             |
| Viktoria Plzeň†          | 31.500             | FK Bodø/Glimt†       | 17.000             |
| Žalgiris Vilnius†        | 23.500             | FC Pyunik †          | 8.500              |
| Voie de la Ligue         |                    |                      |                    |
| Têtes de série           | Têtes de série     | Non têtes de série   | Non têtes de série |
| SL Benfica               | 61.000             | AS Monaco            | 26.000             |
| Rangers FC               | 50.250             | FC Midtjylland†      | 19.000             |
| Dynamo Kiev†             | 44.000             | Sturm Graz           | 7.770              |
| PSV Eindhoven            | 33.000             | Union saint-gilloise | 6.120              |

† : Équipe vainqueur du deuxième tour de qualification dont l'identité n'est pas connue au moment du tirage au sort. Le coefficient utilisé lors de ce tirage est donc le plus élevé du deuxième tour. Les équipes en italique ont éliminé une équipe avec un coefficient plus important au tour précédent et bénéficient du coefficient UEFA de celle-ci au moment du tirage.
| Équipe                   | Aller              | Total              | Retour             | Équipe             |
| Voie des Champions       | Voie des Champions | Voie des Champions | Voie des Champions | Voie des Champions |
| ------------------------ | ------------------ | ------------------ | ------------------ | ------------------ |
| Maccabi Haïfa            | 4 - 0              | 4 - 2              | 0 - 2              | Apollon Limassol   |
| Qarabağ FK               | 1 - 1              | 4 - 2              | 3 - 1              | Ferencváros TC     |
| Ludogorets Razgrad       | 1 - 2              | 3 - 6              | 2 - 4              | Dinamo Zagreb      |
| Sheriff Tiraspol         | 1 - 2              | 2 - 4              | 1 - 2              | Viktoria Plzeň     |
| FK Bodø/Glimt            | 5 - 0              | 6 - 1              | 1 - 1              | Žalgiris Vilnius   |
| Étoile rouge de Belgrade | 5 - 0              | 7 - 0              | 2 - 0              | FC Pyunik          |
| Voie de la Ligue         |                    |                    |                    |                    |
| AS Monaco                | 1 - 1              | 3 - 4              | 2 - 3ap            | PSV Eindhoven      |
| Dynamo Kiev              | 1 - 0              | 3 - 1              | 2 - 1ap            | Sturm Graz         |
| Union saint-gilloise     | 2 - 0              | 2 - 3              | 0 - 3              | Rangers FC         |
| SL Benfica               | 4 - 1              | 7 - 2              | 3 - 1              | FC Midtjylland     |

### Barrages
Ce tour voit l'entrée en lice, pour la voie des Champions, des champions des associations classées aux 11e et 12e place au classement UEFA, auxquels s'ajoutent les six vainqueurs de la voie des Champions du troisième tour. La voie de la Ligue ne voit quant à elle aucune entrée et oppose les quatre vainqueurs de la voie de la Ligue du tour précédent, pour un total respectif de huit et quatre équipes. Les six vainqueurs de ce tour se qualifient pour la phase de groupes de la Ligue des champions tandis que les perdants sont reversés en phase de groupes de la Ligue Europa.
| Voie des Champions        | Voie des Champions | Voie des Champions | Voie des Champions |
| Têtes de série            | Têtes de série     | Non têtes de série | Non têtes de série |
| ------------------------- | ------------------ | ------------------ | ------------------ |
| Dinamo Zagreb†            | 49.500             | Qarabağ FK†        | 25.000             |
| Étoile rouge de Belgrade† | 46.000             | FK Bodø/Glimt†     | 17.000             |
| FC Copenhague             | 40.500             | Maccabi Haïfa†     | 14.000             |
| Viktoria Plzeň†           | 31.500             | Trabzonspor        | 5.500              |
| Voie de la Ligue          |                    |                    |                    |
| Têtes de série            | Têtes de série     | Non têtes de série | Non têtes de série |
| SL Benfica†               | 61.000             | Dynamo Kiev†       | 44.000             |
| Rangers FC†               | 50.250             | PSV Eindhoven†     | 33.000             |

† : Équipe vainqueur du troisième tour de qualification dont l'identité n'est pas connue au moment du tirage au sort. Le coefficient utilisé lors de ce tirage est donc le plus élevé du troisième tour. Les équipes en italique ont éliminé une équipe avec un coefficient plus important au tour précédent et bénéficient du coefficient UEFA de celle-ci au moment du tirage.
| Équipe             | Aller              | Total              | Retour             | Équipe                   |
| Voie des Champions | Voie des Champions | Voie des Champions | Voie des Champions | Voie des Champions       |
| ------------------ | ------------------ | ------------------ | ------------------ | ------------------------ |
| Qarabağ FK         | 0 - 0              | 1 - 2              | 1 - 2              | Viktoria Plzeň           |
| FK Bodø/Glimt      | 1 - 0              | 2 - 4              | 1 - 4 ap           | Dinamo Zagreb            |
| Maccabi Haïfa      | 3 - 2              | 5 - 4              | 2 - 2              | Étoile rouge de Belgrade |
| FC Copenhague      | 2 - 1              | 2 - 1              | 0 - 0              | Trabzonspor              |
| Voie de la Ligue   |                    |                    |                    |                          |
| Dynamo Kiev        | 0 - 2              | 0 - 5              | 0 - 3              | SL Benfica               |
| Rangers FC         | 2 - 2              | 3 - 2              | 1 - 0              | PSV Eindhoven            |

## Phase de groupes
Glasgow
Celtic FC
Rangers FC
Lisbonne
SL Benfica
Sporting CP
Londres
Chelsea FC
Tottenham Hotspur
Madrid
Atlético de Madrid
Real Madrid
Milan
AC Milan
Inter Milan

### Format et tirage au sort
Le tirage au sort a lieu le 25 août 2022 à Istanbul. Les trente-deux équipes participantes sont placées dans quatre chapeaux de huit équipes, sur la base des règles suivantes :
- le chapeau 1 est réservé au tenant du titre, au vainqueur de la Ligue Europa 2021-2022 et aux champions des six meilleures associations sur la base de leur coefficient UEFA en 2021[10].
- les chapeaux 2, 3 et 4 contiennent les équipes restantes, réparties en fonction de leur coefficient UEFA en 2022[11].

Les 32 équipes sont réparties en huit groupes de quatre équipes, une de chaque chapeau, avec comme restriction l'impossibilité pour deux équipes d'une même association de se rencontrer dans un groupe.
| Chapeau 1              | Chapeau 1 | Chapeau 2          | Chapeau 2 | Chapeau 3         | Chapeau 3 | Chapeau 4              | Chapeau 4 |
| ---------------------- | --------- | ------------------ | --------- | ----------------- | --------- | ---------------------- | --------- |
| Real Madrid T Ch SU    | 124.000   | Liverpool FC C     | 134.000   | Borussia Dortmund | 78.000    | Rangers FC             | 50.250    |
| Eintracht Francfort C3 | 61.000    | Chelsea FC         | 123.000   | RB Salzbourg Ch C | 71.000    | Dinamo Zagreb Ch       | 49.500    |
| Manchester City Ch     | 134.000   | FC Barcelone       | 114.000   | Chakhtar Donetsk  | 71.000    | Olympique de Marseille | 44.000    |
| AC Milan Ch            | 38.000    | Juventus FC        | 107.000   | Inter Milan C     | 67.000    | FC Copenhague Ch       | 40.500    |
| Bayern Munich Ch       | 138.000   | Atlético de Madrid | 105.000   | SSC Naples        | 66.000    | Club Bruges Ch         | 38.500    |
| Paris Saint-Germain Ch | 112.000   | Séville FC         | 91.000    | SL Benfica        | 61.000    | Celtic FC Ch           | 33.000    |
| FC Porto Ch C          | 80.000    | RB Leipzig C       | 83.000    | Sporting CP       | 55.500    | Viktoria Plzeň Ch      | 31.000    |
| Ajax Amsterdam Ch      | 82.500    | Tottenham Hotspur  | 83.000    | Bayer Leverkusen  | 53.000    | Maccabi Haïfa Ch       | 7.000     |

T : Tenant du titre

Ch : Champion national
C3 : Vainqueur de la Ligue Europa
SU : Vainqueur de la Supercoupe de l'UEFA
C : Vainqueur de la coupe nationale
- Futur qualifié pour les huitièmes de finale
- Futur repêché en barrages de la phase à élimination directe de la Ligue Europa

### Matchs et classements
Légende des classements
- Qualifié pour les huitièmes de finale
- Repêché pour les barrages de la phase à élimination directe de la Ligue Europa

Légende des résultats
- Victoire à domicile
- Match nul
- Victoire à l'extérieur

#### Critères de départage
Selon l'article 17.01 du règlement de la compétition, en cas d’égalité de points de plusieurs équipes à l'issue des matches de groupe, les critères suivants sont appliqués dans l'ordre indiqué pour établir leur classement :
1. plus grand nombre de points obtenus dans les matches de groupe disputés entre les équipes concernées ;
2. meilleure différence de buts dans les matches du groupe disputés entre les équipes concernées ;
3. plus grand nombre de buts marqués dans les matches du groupe disputés entre les équipes concernées ;
4. si, après l’application des critères 1 à 3, plusieurs équipes sont toujours à égalité, les critères 1 à 3 sont à nouveau appliqués exclusivement aux matches entre les équipes concernées afin de déterminer leur classement final. Si cette procédure ne donne pas de résultat, les critères 5 à 11 s’appliquent ;
5. meilleure différence de buts dans tous les matches du groupe ;
6. plus grand nombre de buts marqués dans tous les matches du groupe ;
7. plus grand nombre de buts marqués à l’extérieur dans tous les matches du groupe ;
8. plus grand nombre de victoires dans tous les matches du groupe ;
9. plus grand nombre de victoires à l'extérieur dans tous les matches du groupe ;
10. total le plus faible de points disciplinaires sur la base uniquement des cartons jaunes et des cartons rouges reçus durant tous les matches du groupe (carton rouge = 3 points, carton jaune = 1 point, expulsion pour deux cartons jaunes au cours d'un match = 3 points) ;
11. meilleur coefficient de club.

#### Groupe A
| Rang | Équipe         | Pts | J | G | N | P | Bp | Bc | Diff |  | Résultats (▼ dom., ► ext.) |     |     |     |     |
| ---- | -------------- | --- | - | - | - | - | -- | -- | ---- |  | -------------------------- | --- | --- | --- | --- |
| 1    | SSC Naples     | 15  | 6 | 5 | 0 | 1 | 20 | 6  | +14  |  | SSC Naples                 |     | 4-1 | 4-2 | 3-0 |
| 2    | Liverpool FC   | 15  | 6 | 5 | 0 | 1 | 17 | 6  | +11  |  | Liverpool FC               | 2-0 |     | 2-1 | 2-0 |
| 3    | Ajax Amsterdam | 6   | 6 | 2 | 0 | 4 | 11 | 16 | -5   |  | Ajax Amsterdam             | 1-6 | 0-3 |     | 4-0 |
| 4    | Rangers FC     | 0   | 6 | 0 | 0 | 6 | 2  | 22 | -20  |  | Rangers FC                 | 0-3 | 1-7 | 1-3 |     |

La première journée est marquée par la défaite de Liverpool sur le terrain du Napoli 4-1. Lors de la 2e journée, les Reds se rattrapent avec une victoire 2-1 à domicile contre l'Ajax. La 3e journée est marquée par la débâcle de l'Ajax 1-6 contre le Napoli dans son enceinte, la Johan Cruyff Arena. Naples se qualifie lors de la 4e journée avec une victoire 4-2 tandis que Liverpool étrille les Rangers 7-1. La victoire de Liverpool à Anfield (2-0) contre les Napolitains n'est pas suffisante pour arracher la 1re place du groupe. L'Ajax assure sa qualification pour les barrages de la Ligue Europa au terme d'une écrasante victoire 4-0 contre les Écossais. 

#### Groupe B
| Rang | Équipe             | Pts | J | G | N | P | Bp | Bc | Diff |  | Résultats (▼ dom., ► ext.) |     |     |     |     |
| ---- | ------------------ | --- | - | - | - | - | -- | -- | ---- |  | -------------------------- | --- | --- | --- | --- |
| 1    | FC Porto           | 12  | 6 | 4 | 0 | 2 | 12 | 7  | +5   |  | FC Porto                   |     | 0-4 | 2-0 | 2-1 |
| 2    | Club Bruges        | 11  | 6 | 3 | 2 | 1 | 7  | 4  | +3   |  | Club Bruges                | 0-4 |     | 1-0 | 2-0 |
| 3    | Bayer Leverkusen   | 5   | 6 | 1 | 2 | 3 | 4  | 8  | -4   |  | Bayer Leverkusen           | 0-3 | 0-0 |     | 2-0 |
| 4    | Atlético de Madrid | 5   | 6 | 1 | 2 | 3 | 5  | 9  | -4   |  | Atlético de Madrid         | 2-1 | 0-0 | 2-2 |     |

Lors des deux premières journées, Bruges arrache la victoire contre le FC Porto et Leverkusen. Les Portugais après deux défaites se rattrapent avec un match nul et une victoire contre Leverkusen. Bruges se qualifie à la suite de son match nul (0-0) contre l'Atletico Madrid. Les Colchoneros sont éliminés dès la 5e journée lors d'un match nul (2-2) contre Leverkusen. Les Allemands parviennent à assurer leur place en Ligue Europa lors de la dernière journée en accrochant Bruges (0-0) pendant que Porto battait l'Atlético (2-1) qui finit dernier.

#### Groupe C
| Rang | Équipe         | Pts | J | G | N | P | Bp | Bc | Diff |  | Résultats (▼ dom., ► ext.) |     |     |     |     |
| ---- | -------------- | --- | - | - | - | - | -- | -- | ---- |  | -------------------------- | --- | --- | --- | --- |
| 1    | Bayern Munich  | 18  | 6 | 6 | 0 | 0 | 18 | 2  | +16  |  | Bayern Munich              |     | 2-0 | 2-0 | 5-0 |
| 2    | Inter Milan    | 10  | 6 | 3 | 1 | 2 | 10 | 7  | +3   |  | Inter Milan                | 0-2 |     | 1-0 | 4-0 |
| 3    | FC Barcelone   | 7   | 6 | 2 | 1 | 3 | 12 | 12 | 0    |  | FC Barcelone               | 0-3 | 3-3 |     | 5-1 |
| 4    | Viktoria Plzeň | 0   | 6 | 0 | 0 | 6 | 5  | 24 | -19  |  | Viktoria Plzeň             | 2-4 | 0-2 | 2-4 |     |

Ce groupe, dit de la mort, est dominé largement par le Bayern Munich qui signe six victoires en six matchs. Le FC Barcelone, après son match nul (3-3) contre l'Inter Milan au Camp Nou, est éliminé à la suite de la victoire de l'Inter (4-0) contre le Viktoria Plzeň lors de la 5e journée. Les Blaugranas sont repêchés pour les seizièmes de finale de la Ligue Europa à la suite de leur victoire (4-2) sur la pelouse des Tchèques. 

#### Groupe D
| Rang | Équipe                 | Pts | J | G | N | P | Bp | Bc | Diff |  | Résultats (▼ dom., ► ext.) |     |     |     |     |
| ---- | ---------------------- | --- | - | - | - | - | -- | -- | ---- |  | -------------------------- | --- | --- | --- | --- |
| 1    | Tottenham Hotspur      | 11  | 6 | 3 | 2 | 1 | 8  | 6  | +2   |  | Tottenham Hotspur          |     | 3-2 | 1-1 | 2-0 |
| 2    | Eintracht Francfort    | 10  | 6 | 3 | 1 | 2 | 7  | 8  | -1   |  | Eintracht Francfort        | 0-0 |     | 0-3 | 2-1 |
| 3    | Sporting CP            | 7   | 6 | 2 | 1 | 3 | 8  | 9  | -1   |  | Sporting CP                | 2-0 | 1-2 |     | 0-2 |
| 4    | Olympique de Marseille | 6   | 6 | 2 | 0 | 4 | 8  | 8  | 0    |  | Olympique de Marseille     | 1-2 | 0-1 | 4-1 |     |

Ce groupe est celui avec le scénario le plus improbable. Lors des deux premières journées le Sporting réalise un deux sur deux alors que Marseille échoue à deux reprises contre Tottenham et Francfort. Les Phocéens battent par la suite le Sporting lors de la double confrontation aller-retour. Tottenham ayant l'occasion de se qualifier lors de la 5e journée est accroché par les Portugais (1-1). Tottenham et Francfort vont gagner respectivement sur le score de 2-1 sur la pelouse de Marseille et du Sporting pour ainsi arracher leur billet pour les huitièmes de finale. 

#### Groupe E
| Rang | Équipe        | Pts | J | G | N | P | Bp | Bc | Diff |  | Résultats (▼ dom., ► ext.) |     |     |     |     |
| ---- | ------------- | --- | - | - | - | - | -- | -- | ---- |  | -------------------------- | --- | --- | --- | --- |
| 1    | Chelsea FC    | 13  | 6 | 4 | 1 | 1 | 10 | 4  | +6   |  | Chelsea FC                 |     | 3-0 | 1-1 | 2-1 |
| 2    | AC Milan      | 10  | 6 | 3 | 1 | 2 | 12 | 7  | +5   |  | AC Milan                   | 0-2 |     | 4-0 | 3-1 |
| 3    | RB Salzbourg  | 6   | 6 | 1 | 3 | 2 | 5  | 9  | -4   |  | RB Salzbourg               | 1-2 | 1-1 |     | 1-0 |
| 4    | Dinamo Zagreb | 4   | 6 | 1 | 1 | 4 | 4  | 11 | -7   |  | Dinamo Zagreb              | 1-0 | 0-4 | 1-1 |     |

La première journée est marquée par la défaite de Chelsea sur la pelouse du Dinamo Zagreb. Les Blues, après un match nul contre Salzbourg, remportent la double confrontation contre l'AC Milan, l'autre favori du groupe. Le RB Salzbourg arrache sa qualification en Europa League avec trois matchs nuls contre ses autres poursuivants. Les Croates du Dinamo Zagreb n'auront pas réussi à enchaîner sur leur belle performance contre le club londonien. 

#### Groupe F
| Rang | Équipe           | Pts | J | G | N | P | Bp | Bc | Diff |  | Résultats (▼ dom., ► ext.) |     |     |     |     |
| ---- | ---------------- | --- | - | - | - | - | -- | -- | ---- |  | -------------------------- | --- | --- | --- | --- |
| 1    | Real Madrid      | 13  | 6 | 4 | 1 | 1 | 15 | 6  | +9   |  | Real Madrid                |     | 2-0 | 2-1 | 5-1 |
| 2    | RB Leipzig       | 12  | 6 | 4 | 0 | 2 | 13 | 9  | +4   |  | RB Leipzig                 | 3-2 |     | 1-4 | 3-1 |
| 3    | Chakhtar Donetsk | 6   | 6 | 1 | 3 | 2 | 8  | 10 | -2   |  | Chakhtar Donetsk           | 1-1 | 0-4 |     | 1-1 |
| 4    | Celtic FC        | 2   | 6 | 0 | 2 | 4 | 4  | 15 | -11  |  | Celtic FC                  | 0-3 | 0-2 | 1-1 |     |

Le Real, tenant du titre, est accroché lors de la 4e journée contre le Shakhtar Donetsk (1-1) mais arrache la qualification. Après deux défaites, Leipzig se rattrape avec trois victoires de suite dont une à domicile contre le Real. Le Shakhtar s'incline 4-1 lors de la 6e journée contre les Allemands et descend donc en Ligue Europa. Le Celtic Glasgow est à la dernière place avec deux matchs nuls contre les Ukrainiens.

#### Groupe G
| Rang | Équipe            | Pts | J | G | N | P | Bp | Bc | Diff |  | Résultats (▼ dom., ► ext.) |     |     |     |     |
| ---- | ----------------- | --- | - | - | - | - | -- | -- | ---- |  | -------------------------- | --- | --- | --- | --- |
| 1    | Manchester City   | 14  | 6 | 4 | 2 | 0 | 14 | 2  | +12  |  | Manchester City            |     | 2-1 | 3-1 | 5-0 |
| 2    | Borussia Dortmund | 9   | 6 | 2 | 3 | 1 | 10 | 5  | +5   |  | Borussia Dortmund          | 0-0 |     | 1-1 | 3-0 |
| 3    | Séville FC        | 5   | 6 | 1 | 2 | 3 | 6  | 12 | -6   |  | Séville FC                 | 0-4 | 1-4 |     | 3-0 |
| 4    | FC Copenhague     | 3   | 6 | 0 | 3 | 3 | 1  | 12 | -11  |  | FC Copenhague              | 0-0 | 1-1 | 0-0 |     |

Manchester City déroule dans ce groupe avec trois victoires en trois matchs et se qualifie avec un match nul sur la pelouse de Copenhague. Le match nul entre Dortmund et City lors de la 5e journée annule les chances de qualification du FC Séville et qualifie le Borussia. Copenhague termine à la dernière place avec, notamment, trois matchs nuls sur sa pelouse. 

#### Groupe H
| Rang | Équipe              | Pts | J | G | N | P | Bp | Bc | Diff |  | Résultats (▼ dom., ► ext.) |     |     |     |     |
| ---- | ------------------- | --- | - | - | - | - | -- | -- | ---- |  | -------------------------- | --- | --- | --- | --- |
| 1    | SL Benfica          | 14  | 6 | 4 | 2 | 0 | 16 | 7  | +9   |  | SL Benfica                 |     | 1-1 | 4-3 | 2-0 |
| 2    | Paris Saint-Germain | 14  | 6 | 4 | 2 | 0 | 16 | 7  | +9   |  | Paris Saint-Germain        | 1-1 |     | 2-1 | 7-2 |
| 3    | Juventus FC         | 3   | 6 | 1 | 0 | 5 | 9  | 13 | -4   |  | Juventus FC                | 1-2 | 1-2 |     | 3-1 |
| 4    | Maccabi Haïfa       | 3   | 6 | 1 | 0 | 5 | 7  | 21 | -14  |  | Maccabi Haïfa              | 1-6 | 1-3 | 2-0 |     |

Pour la première fois, le 7e critère a dû être invoqué afin de départager le Paris Saint-Germain et le Benfica Lisbonne pour la première place. Ce dernier se base sur le « plus grand nombre de buts marqués à l’extérieur » qui a favorisé le club lisboète (9 buts à 6). En effet, les deux clubs avaient le même nombre : de points (14), de matchs gagnés (4), de matchs nuls (2), en différence de buts (+9), de buts inscrits (16), de buts concédés (7) ainsi que les mêmes résultats en confrontations directes (deux fois 1-1).

## Phase à élimination directe
Londres

Chelsea FC
Tottenham Hotspur
Milan

Inter Milan
AC Milan

### Qualification et tirage au sort
Pour le tirage des huitièmes de finale, les huit premiers de groupe du tour précédent sont têtes de série et reçoivent pour le match retour, ils ne peuvent donc pas se rencontrer.
Deux équipes d'une même association nationale ne peuvent pas non plus se rencontrer en huitièmes de finale, de même que deux équipes issues du même groupe. Cette limitation est levée à partir des quarts de finale. Le tirage au sort a lieu le 7 novembre 2022.
| Groupe | 1er (tête de série) | 2e                  |
| ------ | ------------------- | ------------------- |
| A      | SSC Naples          | Liverpool FC        |
| B      | FC Porto            | Club Bruges         |
| C      | Bayern Munich       | Inter Milan         |
| D      | Tottenham Hotspur   | Eintracht Francfort |
| E      | Chelsea FC          | AC Milan            |
| F      | Real Madrid         | RB Leipzig          |
| G      | Manchester City     | Borussia Dortmund   |
| H      | SL Benfica          | Paris Saint-Germain |

### Huitièmes de finale
Les matchs aller se jouent les 14, 15, 21 et 22 février, et les matchs retour les 7, 8, 14 et 15 mars 2023.
| Équipe              | Aller | Total | Retour | Équipe            |
| ------------------- | ----- | ----- | ------ | ----------------- |
| RB Leipzig          | 1 - 1 | 1 - 8 | 0 - 7  | Manchester City   |
| Club Bruges         | 0 - 2 | 1 - 7 | 1 - 5  | SL Benfica        |
| Liverpool FC        | 2 - 5 | 2 - 6 | 0 - 1  | Real Madrid       |
| AC Milan            | 1 - 0 | 1 - 0 | 0 - 0  | Tottenham Hotspur |
| Eintracht Francfort | 0 - 2 | 0 - 5 | 0 - 3  | SSC Naples        |
| Borussia Dortmund   | 1 - 0 | 1 - 2 | 0 - 2  | Chelsea FC        |
| Inter Milan         | 1 - 0 | 1 - 0 | 0 - 0  | FC Porto          |
| Paris Saint-Germain | 0 - 1 | 0 - 3 | 0 - 2  | Bayern Munich     |

Manchester City se débarrasse facilement de Leipzig avec une écrasante victoire 7-0 à domicile lors du match retour. Même cas pour Naples face à Francfort avec 5 buts inscrits lors des deux manches contre aucun encaissé. L’Inter Milan de son côté se débarrasse très difficilement du FC Porto avec un score cumulé de 1-0. Benfica, de son côté, ne fait qu'une bouchée du Club Bruges. Chelsea renverse la tendance à domicile contre Dortmund (2-1)  Dans les autres chocs : duel plutôt serré entre Tottenham et le Milan AC qui part en faveur des italiens. Le Real Madrid surprend son finaliste de l'an passé avec une victoire 5-2 à l'aller. Le Paris Saint-Germain reste muet contre le Bayern Munich, qui s'impose à l'aller comme au retour. 

### Quarts de finale
Le tirage au sort des quarts de finale, demi-finales et finale ont lieu le 17 mars 2023 à Nyon. Les quarts de finale se jouent les 11 et 12 avril pour les matchs aller, et les 18 et 19 avril pour les matchs retour.
| Équipe          | Aller | Total | Retour | Équipe        |
| --------------- | ----- | ----- | ------ | ------------- |
| Real Madrid     | 2 - 0 | 4 - 0 | 2 - 0  | Chelsea FC    |
| SL Benfica      | 0 - 2 | 3 - 5 | 3 - 3  | Inter Milan   |
| Manchester City | 3 - 0 | 4 - 1 | 1 - 1  | Bayern Munich |
| AC Milan        | 1 - 0 | 2 - 1 | 1 - 1  | SSC Naples    |

Le Real Madrid impressionne devant Chelsea avec un score cumulé de 4-0. L'Inter Milan se qualifie contre Benfica malgré une très belle performance des Portugais au match retour (3-3) au stade San Siro.  Manchester City étrille le Bayern lors du match aller 3-0 et se qualifie avec un match nul à l'extérieur. Duel solide entre les deux clubs italiens, Naples et l'AC Milan, au terme duquel les Rossoneri sortent vainqueurs (2-1).

### Demi-finales
Les matchs aller se déroulent les 9 et 10 mai, et les matchs retour les 16 et 17 mai.
| Équipe      | Aller | Total | Retour | Équipe          |
| ----------- | ----- | ----- | ------ | --------------- |
| AC Milan    | 0 - 2 | 0 - 3 | 0 - 1  | Inter Milan     |
| Real Madrid | 1 - 1 | 1 - 5 | 0 - 4  | Manchester City |

Le derby de Milan est dominé par les Nerazzurri de l'Inter Milan, qui s'imposent sur un score cumulé de 3-0. Après avoir été accroché à domicile le Real Madrid prend l'eau sur la pelouse de Manchester City et s'incline 4-0. Les Citizens rejoignent les Interistes en finale.

### Finale
La finale se dispute sur une seule rencontre, le samedi 10 juin 2023, au Stade olympique Atatürk à Istanbul en Turquie.
| Équipe          | Score | Équipe      |
| --------------- | ----- | ----------- |
| Manchester City | 1 - 0 | Inter Milan |

Manchester City s'impose sur le score de 1 à 0 face à l'Inter Milan.

### Tableau final
|  | Huitièmes de finale | Huitièmes de finale | Huitièmes de finale | Huitièmes de finale |                 |                 | Quarts de finale | Quarts de finale | Quarts de finale | Quarts de finale |  |  | Demi-finales | Demi-finales | Demi-finales | Demi-finales |  |  | Finale                                           | Finale | Finale | Finale |
|  |                     |                     |                     |                     |                 |                 |                  |                  |                  |                  |  |  |              |              |              |              |  |  |                                                  |        |        |        |
|  |                     |                     |                     |                     |                 |                 |                  |                  |                  |                  |  |  |              |              |              |              |  |  | 10 juin 2023 - Stade olympique Atatürk, Istanbul |        |        |        |
|  | Liverpool FC        | Liverpool FC        | 2                   | 0                   |                 |                 |                  |                  |                  |                  |  |  |              |              |              |              |  |  |                                                  |        |        |        |
|  | Liverpool FC        | Liverpool FC        | 2                   | 0                   |                 |                 |                  |                  |                  |                  |  |  |              |              |              |              |  |  |                                                  |        |        |        |
|  | Real Madrid         | Real Madrid         | 5                   | 1                   |                 |                 |                  |                  |                  |                  |  |  |              |              |              |              |  |  |                                                  |        |        |        |
|  | Real Madrid         | Real Madrid         | 5                   | 1                   | Real Madrid     | Real Madrid     | 2                | 2                |                  |                  |  |  |              |              |              |              |  |  |                                                  |        |        |        |
|  |                     |                     |                     |                     | Real Madrid     | Real Madrid     | 2                | 2                |                  |                  |  |  |              |              |              |              |  |  |                                                  |        |        |        |
|  |                     |                     | Chelsea FC          | Chelsea FC          | 0               | 0               |                  |                  |                  |                  |  |  |              |              |              |              |  |  |                                                  |        |        |        |
|  | Borussia Dortmund   | Borussia Dortmund   | Chelsea FC          | Chelsea FC          | 0               | 0               | 1                | 0                |                  |                  |  |  |              |              |              |              |  |  |                                                  |        |        |        |
|  | Borussia Dortmund   | Borussia Dortmund   |                     |                     |                 |                 |                  | 0                |                  |                  |  |  |              |              |              |              |  |  |                                                  |        |        |        |
|  | Chelsea FC          | Chelsea FC          | 0                   | 2                   |                 |                 |                  |                  |                  |                  |  |  |              |              |              |              |  |  |                                                  |        |        |        |
|  | Chelsea FC          | Chelsea FC          | 0                   | 2                   | Real Madrid     | Real Madrid     | 1                | 0                |                  |                  |  |  |              |              |              |              |  |  |                                                  |        |        |        |
|  |                     |                     |                     |                     | Real Madrid     | Real Madrid     | 1                | 0                |                  |                  |  |  |              |              |              |              |  |  |                                                  |        |        |        |
|  |                     |                     | Manchester City     | Manchester City     | 1               | 4               |                  |                  |                  |                  |  |  |              |              |              |              |  |  |                                                  |        |        |        |
|  | RB Leipzig          | RB Leipzig          | Manchester City     | Manchester City     | 1               | 4               | 1                | 0                |                  |                  |  |  |              |              |              |              |  |  |                                                  |        |        |        |
|  | RB Leipzig          | RB Leipzig          |                     |                     |                 |                 |                  | 0                |                  |                  |  |  |              |              |              |              |  |  |                                                  |        |        |        |
|  | Manchester City     | Manchester City     | 1                   | 7                   |                 |                 |                  |                  |                  |                  |  |  |              |              |              |              |  |  |                                                  |        |        |        |
|  | Manchester City     | Manchester City     | 1                   | 7                   | Manchester City | Manchester City | 3                | 1                |                  |                  |  |  |              |              |              |              |  |  |                                                  |        |        |        |
|  |                     |                     |                     |                     | Manchester City | Manchester City | 3                | 1                |                  |                  |  |  |              |              |              |              |  |  |                                                  |        |        |        |
|  |                     |                     | Bayern Munich       | Bayern Munich       | 0               | 1               |                  |                  |                  |                  |  |  |              |              |              |              |  |  |                                                  |        |        |        |
|  | Paris Saint-Germain | Paris Saint-Germain | Bayern Munich       | Bayern Munich       | 0               | 1               | 0                | 0                |                  |                  |  |  |              |              |              |              |  |  |                                                  |        |        |        |
|  | Paris Saint-Germain | Paris Saint-Germain |                     |                     |                 |                 |                  | 0                |                  |                  |  |  |              |              |              |              |  |  |                                                  |        |        |        |
|  | Bayern Munich       | Bayern Munich       | 1                   | 2                   |                 |                 |                  |                  |                  |                  |  |  |              |              |              |              |  |  |                                                  |        |        |        |
|  | Bayern Munich       | Bayern Munich       | 1                   | 2                   | Manchester City | Manchester City | 1                | 1                |                  |                  |  |  |              |              |              |              |  |  |                                                  |        |        |        |
|  |                     |                     |                     |                     | Manchester City | Manchester City | 1                | 1                |                  |                  |  |  |              |              |              |              |  |  |                                                  |        |        |        |
|  |                     |                     | Inter Milan         | Inter Milan         | 0               | 0               |                  |                  |                  |                  |  |  |              |              |              |              |  |  |                                                  |        |        |        |
|  | AC Milan            | AC Milan            | Inter Milan         | Inter Milan         | 0               | 0               | 1                | 0                |                  |                  |  |  |              |              |              |              |  |  |                                                  |        |        |        |
|  | AC Milan            | AC Milan            |                     |                     |                 |                 |                  | 0                |                  |                  |  |  |              |              |              |              |  |  |                                                  |        |        |        |
|  | Tottenham Hotspur   | Tottenham Hotspur   | 0                   | 0                   |                 |                 |                  |                  |                  |                  |  |  |              |              |              |              |  |  |                                                  |        |        |        |
|  | Tottenham Hotspur   | Tottenham Hotspur   | 0                   | 0                   | AC Milan        | AC Milan        | 1                | 1                |                  |                  |  |  |              |              |              |              |  |  |                                                  |        |        |        |
|  |                     |                     |                     |                     | AC Milan        | AC Milan        | 1                | 1                |                  |                  |  |  |              |              |              |              |  |  |                                                  |        |        |        |
|  |                     |                     | SSC Naples          | SSC Naples          | 0               | 1               |                  |                  |                  |                  |  |  |              |              |              |              |  |  |                                                  |        |        |        |
|  | Eintracht Francfort | Eintracht Francfort | SSC Naples          | SSC Naples          | 0               | 1               | 0                | 0                |                  |                  |  |  |              |              |              |              |  |  |                                                  |        |        |        |
|  | Eintracht Francfort | Eintracht Francfort |                     |                     |                 |                 |                  | 0                |                  |                  |  |  |              |              |              |              |  |  |                                                  |        |        |        |
|  | SSC Naples          | SSC Naples          | 2                   | 3                   |                 |                 |                  |                  |                  |                  |  |  |              |              |              |              |  |  |                                                  |        |        |        |
|  | SSC Naples          | SSC Naples          | 2                   | 3                   | AC Milan        | AC Milan        | 0                | 0                |                  |                  |  |  |              |              |              |              |  |  |                                                  |        |        |        |
|  |                     |                     |                     |                     | AC Milan        | AC Milan        | 0                | 0                |                  |                  |  |  |              |              |              |              |  |  |                                                  |        |        |        |
|  |                     |                     | Inter Milan         | Inter Milan         | 2               | 1               |                  |                  |                  |                  |  |  |              |              |              |              |  |  |                                                  |        |        |        |
|  | Club Bruges         | Club Bruges         | Inter Milan         | Inter Milan         | 2               | 1               | 0                | 1                |                  |                  |  |  |              |              |              |              |  |  |                                                  |        |        |        |
|  | Club Bruges         | Club Bruges         |                     |                     |                 |                 |                  | 1                |                  |                  |  |  |              |              |              |              |  |  |                                                  |        |        |        |
|  | SL Benfica          | SL Benfica          | 2                   | 5                   |                 |                 |                  |                  |                  |                  |  |  |              |              |              |              |  |  |                                                  |        |        |        |
|  | SL Benfica          | SL Benfica          | 2                   | 5                   | SL Benfica      | SL Benfica      | 0                | 3                |                  |                  |  |  |              |              |              |              |  |  |                                                  |        |        |        |
|  |                     |                     |                     |                     | SL Benfica      | SL Benfica      | 0                | 3                |                  |                  |  |  |              |              |              |              |  |  |                                                  |        |        |        |
|  |                     |                     | Inter Milan         | Inter Milan         | 2               | 3               |                  |                  |                  |                  |  |  |              |              |              |              |  |  |                                                  |        |        |        |
|  | Inter Milan         | Inter Milan         | Inter Milan         | Inter Milan         | 2               | 3               | 1                | 0                |                  |                  |  |  |              |              |              |              |  |  |                                                  |        |        |        |
|  | Inter Milan         | Inter Milan         |                     |                     |                 |                 |                  | 0                |                  |                  |  |  |              |              |              |              |  |  |                                                  |        |        |        |
|  | FC Porto            | FC Porto            | 0                   | 0                   |                 |                 |                  |                  |                  |                  |  |  |              |              |              |              |  |  |                                                  |        |        |        |
|  | FC Porto            | FC Porto            | 0                   | 0                   |                 |                 |                  |                  |                  |                  |  |  |              |              |              |              |  |  |                                                  |        |        |        |
|  |                     |                     |                     |                     |                 |                 |                  |                  |                  |                  |  |  |              |              |              |              |  |  |                                                  |        |        |        |

## Statistiques

### Classements des buteurs et des passeurs décisifs
Statistiques officielles de l'UEFA, rencontres de la phase qualificative exclues.
| Rang | Buteur          | Club                | Buts | Passes | Minutes jouées |
| ---- | --------------- | ------------------- | ---- | ------ | -------------- |
| 1    | Erling Haaland  | Manchester City     | 12   | 1      | 845            |
| 2    | Mohamed Salah   | Liverpool           | 8    | 2      | 624            |
| 3    | Vinícius Júnior | Real Madrid         | 7    | 6      | 975            |
| 4    | Kylian Mbappé   | Paris Saint-Germain | 7    | 3      | 651            |
| 5    | João Mário      | Benfica Lisbonne    | 6    | 2      | 865            |
| 6    | Mehdi Taremi    | FC Porto            | 5    | 2      | 613            |
| 7    | Rodrygo         | Real Madrid         | 5    | 2      | 824            |
| 8    | Rafa Silva      | Benfica Lisbonne    | 5    | 2      | 826            |
| 9    | Olivier Giroud  | Milan AC            | 5    | 2      | 939            |
| 10   | Victor Osimhen  | SSC Naples          | 5    | 0      | 424            |

| Rang | Passeur               | Club                       | Passes | Buts | Minutes jouées |
| ---- | --------------------- | -------------------------- | ------ | ---- | -------------- |
| 1    | Kevin de Bruyne       | Manchester City            | 7      | 2    | 721            |
| 2    | Vinícius Júnior       | Real Madrid                | 6      | 7    | 975            |
| 3    | João Cancelo          | Manch. City/ Bayern Munich | 5      | 0    | 499            |
| 4    | Federico Dimarco      | Inter Milan                | 5      | 0    | 736            |
| 5    | Lionel Messi          | Paris Saint-Germain        | 4      | 4    | 615            |
| 6    | Leon Goretzka         | Bayern Munich              | 4      | 2    | 607            |
| 7    | Khvicha Kvaratskhelia | SSC Naples                 | 4      | 2    | 699            |
| 8    | Álex Grimaldo         | Benfica Lisbonne           | 4      | 2    | 900            |
| 9    | Rafael Leão           | Milan AC                   | 4      | 1    | 913            |
| 10   | Diogo Jota            | Liverpool FC               | 4      | 0    | 263            |

### Hommes du match
| Club                | Score               | Club                | Joueur              |
| Huitièmes de finale | Huitièmes de finale | Huitièmes de finale | Huitièmes de finale |
| ------------------- | ------------------- | ------------------- | ------------------- |
| AC Milan            | 1 - 0               | Tottenham Hotspur   | Rafael Leão         |
| Paris Saint-Germain | 0 - 1               | Bayern Munich       | Kingsley Coman      |
| Club Bruges         | 0 - 2               | SL Benfica          | Fredrik Aursnes     |
| Borussia Dortmund   | 1 - 0               | Chelsea FC          | Karim Adeyemi       |
| Liverpool FC        | 2 - 5               | Real Madrid         | Vinícius Júnior     |
| Eintracht Francfort | 0 - 2               | SSC Naples          | Hirving Lozano      |
| RB Leipzig          | 1 - 1               | Manchester City     | Riyad Mahrez        |
| Inter Milan         | 1 - 0               | FC Porto            | Hakan Çalhanoğlu    |
| SL Benfica          | 5 - 1               | Club Bruges         | Rafa Silva          |
| Chelsea FC          | 2 - 0               | Borussia Dortmund   | Marc Cucurella      |
| Tottenham Hotspur   | 0 - 0               | AC Milan            | Fikayo Tomori       |
| Bayern Munich       | 2 - 0               | Paris Saint-Germain | Thomas Müller       |
| Manchester City     | 7 - 0               | RB Leipzig          | Erling Haaland      |
| FC Porto            | 0 - 0               | Inter Milan         | Hakan Çalhanoğlu    |
| Real Madrid         | 1 - 0               | Liverpool FC        | Karim Benzema       |
| SSC Naples          | 3 - 0               | Eintracht Francfort | Victor Osimhen      |
| Quarts de finale    |                     |                     |                     |
| SL Benfica          | 0 - 2               | Inter Milan         | Alessandro Bastoni  |
| Manchester City     | 3 - 0               | Bayern Munich       | John Stones         |
| Real Madrid         | 2 - 0               | Chelsea FC          | Vinícius Júnior     |
| AC Milan            | 1 - 0               | SSC Naples          | Brahim Díaz         |
| SSC Naples          | 1 - 1               | AC Milan            | Rafael Leão         |
| Chelsea FC          | 0 - 2               | Real Madrid         | Rodrygo             |
| Bayern Munich       | 1 - 1               | Manchester City     | Kevin De Bruyne     |
| Inter Milan         | 3 - 3               | SL Benfica          | Lautaro Martínez    |
| Demi-finales        |                     |                     |                     |
| AC Milan            | 0 - 2               | Inter Milan         | Henrikh Mkhitaryan  |
| Real Madrid         | 1 - 1               | Manchester City     | Kevin De Bruyne     |
| Inter Milan         | 1 - 0               | AC Milan            | Lautaro Martínez    |
| Manchester City     | 4 - 0               | Real Madrid         | Bernardo Silva      |
| Finale              |                     |                     |                     |
| Manchester City     | 1 - 0               | Inter Milan         | Rodri               |

### Joueurs de la semaine
| Journée                    | Joueur             | Club              |
| -------------------------- | ------------------ | ----------------- |
| Journée 1                  | Robert Lewandowski | FC Barcelone      |
| Journée 2                  | Kevin De Bruyne    | Manchester City   |
| Journée 3                  | André Silva        | RB Leipzig        |
| Journée 4                  | Son Heung-min      | Tottenham Hotspur |
| Journée 5                  | Mehdi Taremi       | FC Porto          |
| Journée 6                  | Olivier Giroud     | AC Milan          |
| Huitièmes de finale aller  | Fredrik Aursnes    | SL Benfica        |
| Huitièmes de finale aller  | Vinícius Júnior    | Real Madrid       |
| Huitièmes de finale retour | Rafa Silva         | SL Benfica        |
| Huitièmes de finale retour | Erling Haaland     | Manchester City   |
| Quarts de finale aller     | John Stones        | Manchester City   |
| Quarts de finale retour    | Federico Valverde  | Real Madrid       |
| Demi-finales aller         | Kevin De Bruyne    | Manchester City   |
| Demi-finales retour        | Bernardo Silva     | Manchester City   |
| Finale                     | Rodri              | Manchester City   |

## Nombre d'équipes par association et par tour
L'ordre des fédérations est établi suivant le classement UEFA des pays en 2022.
| Association | Association | Barrages      | +   | Phase de groupes                                   | Huitièmes de finale                        | Quarts de finale       | Demi-finales   | Finale      |
| ----------- | ----------- | ------------- | --- | -------------------------------------------------- | ------------------------------------------ | ---------------------- | -------------- | ----------- |
| Angleterre  |             |               | +4  | 4 Chelsea, Liverpool, Man. City, Tottenham         | 4 Chelsea, Liverpool, Man. City, Tottenham | 2 Chelsea, Man. City   | 1 Man. City    | 1 Man. City |
| Espagne     |             |               | +4  | 4 Atlético, Barcelone, Real, Séville               | 1 Real                                     | 1 Real                 | 1 Real         |             |
| Italie      |             |               | +4  | 4 Inter, Juventus, Milan, Naples                   | 3 Inter, Milan, Naples                     | 3 Inter, Milan, Naples | 2 Inter, Milan | 1 Inter     |
| Allemagne   |             |               | +5  | 5 Bayern, Dortmund, Francfort, Leipzig, Leverkusen | 4 Bayern, Dortmund, Francfort, Leipzig     | 1 Bayern               |                |             |
| France      |             |               | +2  | 2 Marseille, Paris                                 | 1 Paris                                    |                        |                |             |
| Portugal    |             | 1 Benfica     | +2  | 3 Benfica, Porto, Sporting                         | 2 Benfica, Porto                           | 1 Benfica              |                |             |
| Pays-Bas    |             | 1 Eindhoven   | +1  | 1 Ajax                                             |                                            |                        |                |             |
| Belgique    |             |               | +1  | 1 Bruges                                           | 1 Bruges                                   |                        |                |             |
| Autriche    |             |               | +1  | 1 Salzbourg                                        |                                            |                        |                |             |
| Écosse      |             | 1 Rangers     | +1  | 2 Celtic, Rangers                                  |                                            |                        |                |             |
| Ukraine     |             | 1 Kiev        | +1  | 1 Donetsk                                          |                                            |                        |                |             |
| Turquie     |             | 1 Trabzonspor |     |                                                    |                                            |                        |                |             |
| Danemark    |             | 1 Copenhague  |     | 1 Copenhague                                       |                                            |                        |                |             |
| Serbie      |             | 1 Belgrade    |     |                                                    |                                            |                        |                |             |
| Tchéquie    |             | 1 Plzeň       |     | 1 Plzeň                                            |                                            |                        |                |             |
| Croatie     |             | 1 Zagreb      |     | 1 Zagreb                                           |                                            |                        |                |             |
| Israël      |             | 1 Haïfa       |     | 1 Haïfa                                            |                                            |                        |                |             |
| Norvège     |             | 1 Bodø/Glimt  |     |                                                    |                                            |                        |                |             |
| Azerbaïdjan |             | 1 Qarabağ     |     |                                                    |                                            |                        |                |             |
| Total       | Total       | 12            | +26 | 32                                                 | 16                                         | 8                      | 4              | 2           |

## Sponsors officiels
- Turkish Airlines
- Mastercard
- Oppo
- Just Eat
- Heineken
- FedEx
- Lay's
- PlayStation5